# Lorenzo Bucchi
Lorenzo Bucchi (Roma, 21 novembre 1983) è un allenatore di calcio ed ex calciatore italiano, preparatore dei portieri del Lucerna.

## Carriera

### Giovanili
A 17 anni gioca nella squadra primavera del Modena.

### Club
Dopo diversi anni passati nelle categorie inferiori del Campionato italiano di calcio, giocando solo 4 partite con la maglia della Fidelis Andria tra il campionato di Serie C2 2003-2004 - una presenza e due reti subite - e quello successivo in Serie C1 - tre presenze e quattro gol subiti - è passato al Bellinzona club svizzero, allora in Challenge League.
Dopo una prima stagione in cui ha disputato solo 14 incontri, è diventato titolare giocando 63 partite tra il 2006 ed il 2008. Nella stagione 2007-2008 ha raggiunto la finale di Coppa Svizzera, persa 4-1 contro il Basilea, ed ha conquistato la promozione in Super League, la massima divisione elvetica.
Nel campionato 2008-2009 è spesso riserva del connazionale Matteo Gritti (arrivato dal retrocesso Chiasso - Gritti era coinvolto in calciopoli) e nella seconda metà della stagione si trova chiuso dall'arrivo di Carlo Zotti. In seguito all'infortunio di quest'ultimo ritrova spazio nell'ultimo scampolo di stagione.
Durante l'estate del 2009 viene ufficializzato sul sito del Bellinzona il suo passaggio a titolo definitivo al Grassopphers.
A Dicembre 2010 passa a titolo definitivo all'Atletico Arezzo nel Campionato Nazionale Dilettanti italiano.
Contribuisce con ottime prestazioni ad una salvezza che prima del suo arrivo, è di altri giocatori, sembrava una chimera.
Nell'estate 2011 rinnova con la nobile decaduta toscana che cerca una pronta risalita nei campionati professionistici.